# 西鉄バス佐賀
西鉄バス佐賀株式会社（にしてつバスさが）は、西日本鉄道（西鉄）の子会社の一つで、佐賀県佐賀市及び鳥栖市を中心に路線バスおよび貸切バスを運行するバス事業者である。営業所は佐賀県内のみにあるが、福岡県久留米市と小郡市でも直営路線を運行している。
西日本鉄道が100%出資している。

## 沿革
- 1961年
  - 8月30日：西日本鉄道鳥栖自動車営業所が開設され、9月1日に新路線、新ダイヤで運行開始。
- 1986年
  - 7月14日：鳥栖交通株式会社として設立[2]。
  - 11月1日：西鉄鳥栖営業所を分社化し、バス営業開始[2]。
- 2001年8月1日： 西鉄バス佐賀株式会社に社名変更[2]。
- 2003年7月1日： 西鉄グループのバス事業再編により、本社を旧西鉄佐賀自動車営業所へ移転し、旧本社を鳥栖支社に変更[2]。
- 2004年3月20日： 鳥栖 - 福岡（天神）間高速バス路線新設。西鉄高速バスの委託を受けて鳥栖支社が運行。
- 2004年10月17日： 鳥栖 - 福岡（天神）間高速バス路線廃止。

## 営業所の所在地
- 営業所表記は実際には○の中に漢字一文字又は二文字で表記する。
- *は、西鉄から管理委託を受けて運行する路線。

### 本社

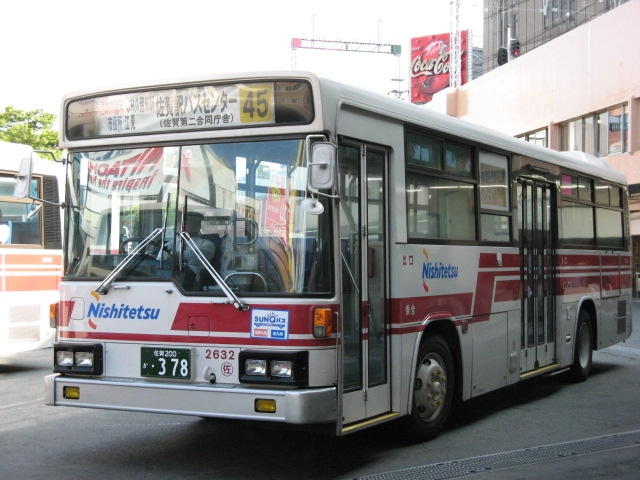
○佐（本社(佐賀)）所属のバス

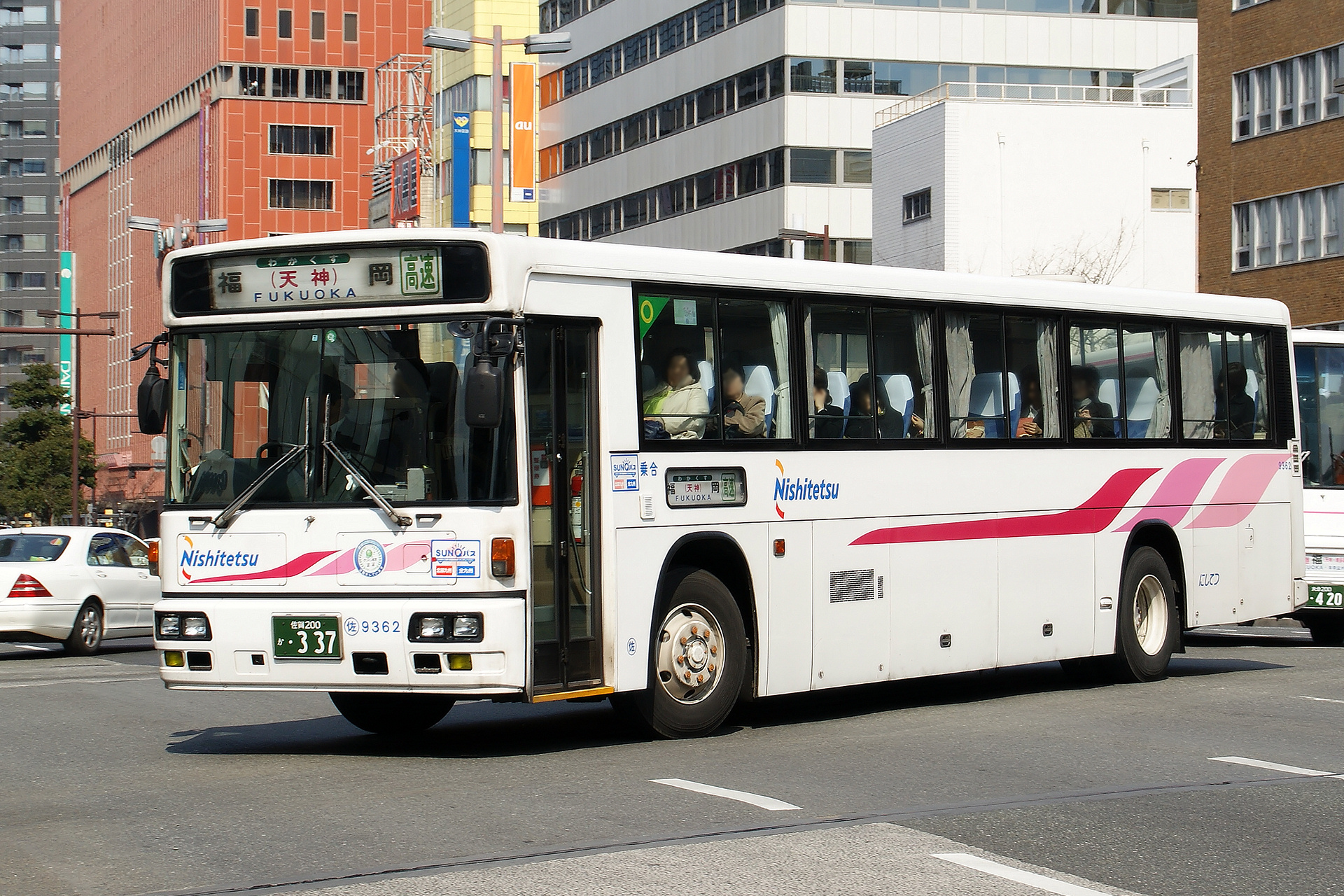
高速バス（わかくす号）

- 所在地：佐賀県佐賀市駅前中央3丁目3番10号
- 最寄りバス停：佐賀第二合同庁舎
- 営業所表記：○佐

### 鳥栖支社

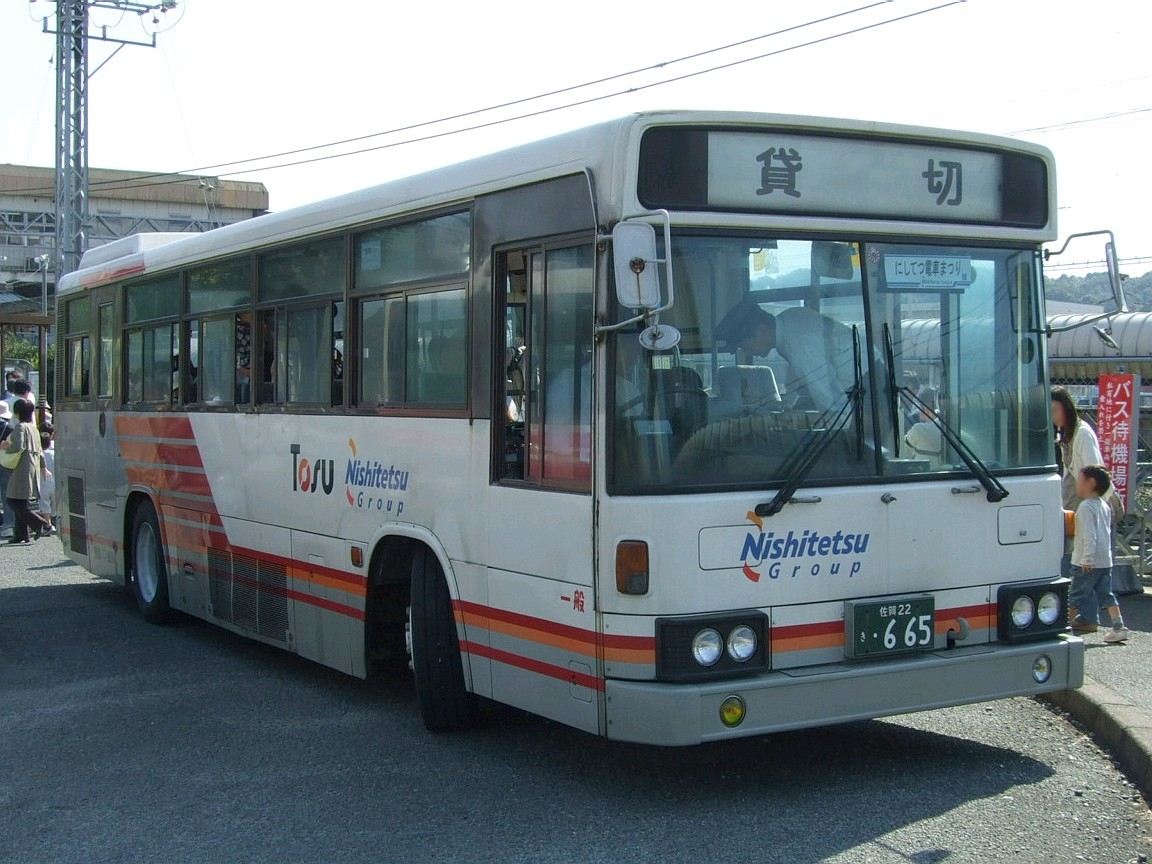
鳥栖交通からの引継車

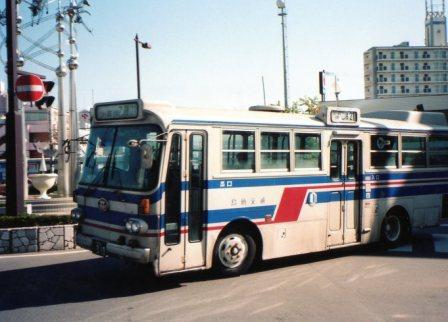
鳥栖交通時代の車両（1993年）

- 所在地：佐賀県鳥栖市元町川原1303番1号
- 最寄りバス停：西鉄鳥栖
- 営業所表記：○鳥

## 備考
佐賀県内の路線・区間に限り、佐賀市営バス、昭和バス、祐徳バス、JR九州バスの佐賀県内共通の紙式回数券が使用できるが、プレミアムアウトレット線、コミュニティバス、高速バスや、福岡県をまたぐ場合は使用不可となっている。

## 車両

### 路線車
本社
一般路線車は、福岡地区の営業所及び西鉄バス久留米から移籍した日産ディーゼルの大型車及び、日野・いすゞの中型車が使用されている。高速路線車は西鉄本体からの管理委託車として、日野・セレガ・三菱ふそうエアロエース・いすゞ・ガーラ（いずれも純正ボディ）が配備されている。
特定車として日産ディーゼル（西工B-I型）を配置。弘学館高校スクールバスとして運用。
鳥栖支社
大型車は日産ディーゼル、中型車は日産ディーゼルといすゞ、小型車は三菱ふそうローザが所属する。このうち、日産ディーゼルの大型車はもっぱら東明館学園のスクール輸送に使用されている。
小郡市コミュニティバスとして使用されていた日野・ポンチョ（初代）は、故障が多発したことや乗り心地が悪く乗客から不評だったことなどから、2009年7月に二代目のポンチョに置き換えられた。以前は基山町循環バス用として、いすゞエルフUTも使用されていた。現在は西鉄バス二日市に転出し、かわせみバスの予備車となっている。

### 貸切車
日野・セレガ、いすゞ・ガーラが配置されている。
過去に日産ディーゼルや三菱ふそう製が配置されていたが、現在は廃車又は他の西鉄グループ各社に譲渡されている。

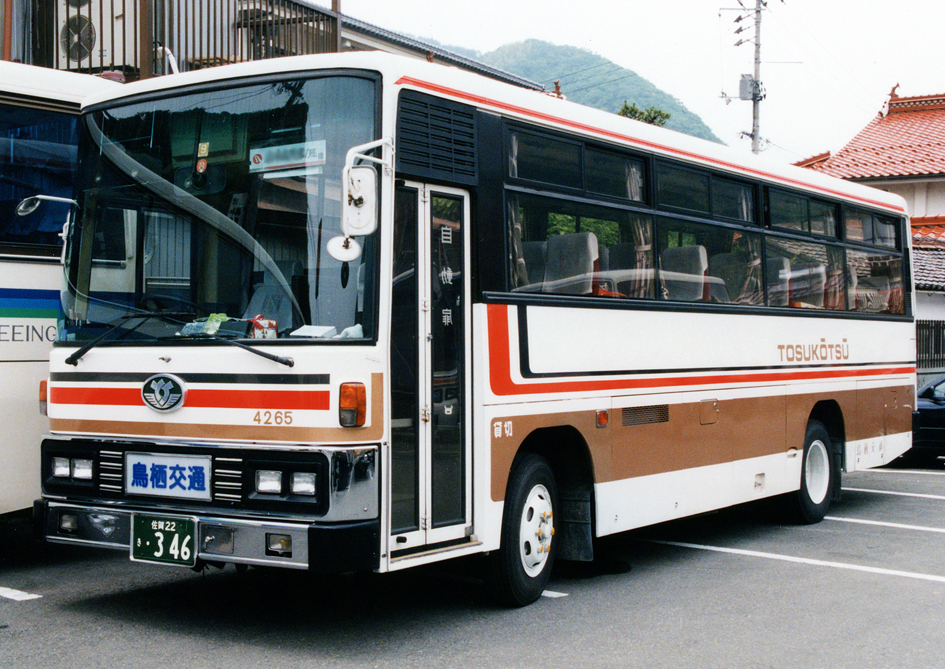
鳥栖交通時代の貸切車